# Tityus cerroazul
Espèce
Tityus cerroazul est une espèce de scorpions de la famille des Buthidae.

## Distribution
Cette espèce est endémique de la province de Panama au Panama. Elle se rencontre sur le Cerro Azul.

## Description
La femelle holotype mesure 39,7 mm.

## Étymologie
Son nom d'espèce lui a été donné en référence au lieu de sa découverte, le Cerro Azul.

## Publication originale
- Lourenço, 1986 : « Tityus cerroazul, nouvelle espèce de scorpion de Panama (Scorpiones, Buthidae). » Bulletin du Muséum National d'Histoire Naturelle Section A Zoologie Biologie et Écologie Animales, sér. 4, vol. 8, no 3, p. 637-641 (texte intégral).